# Réveillon de Copacabana

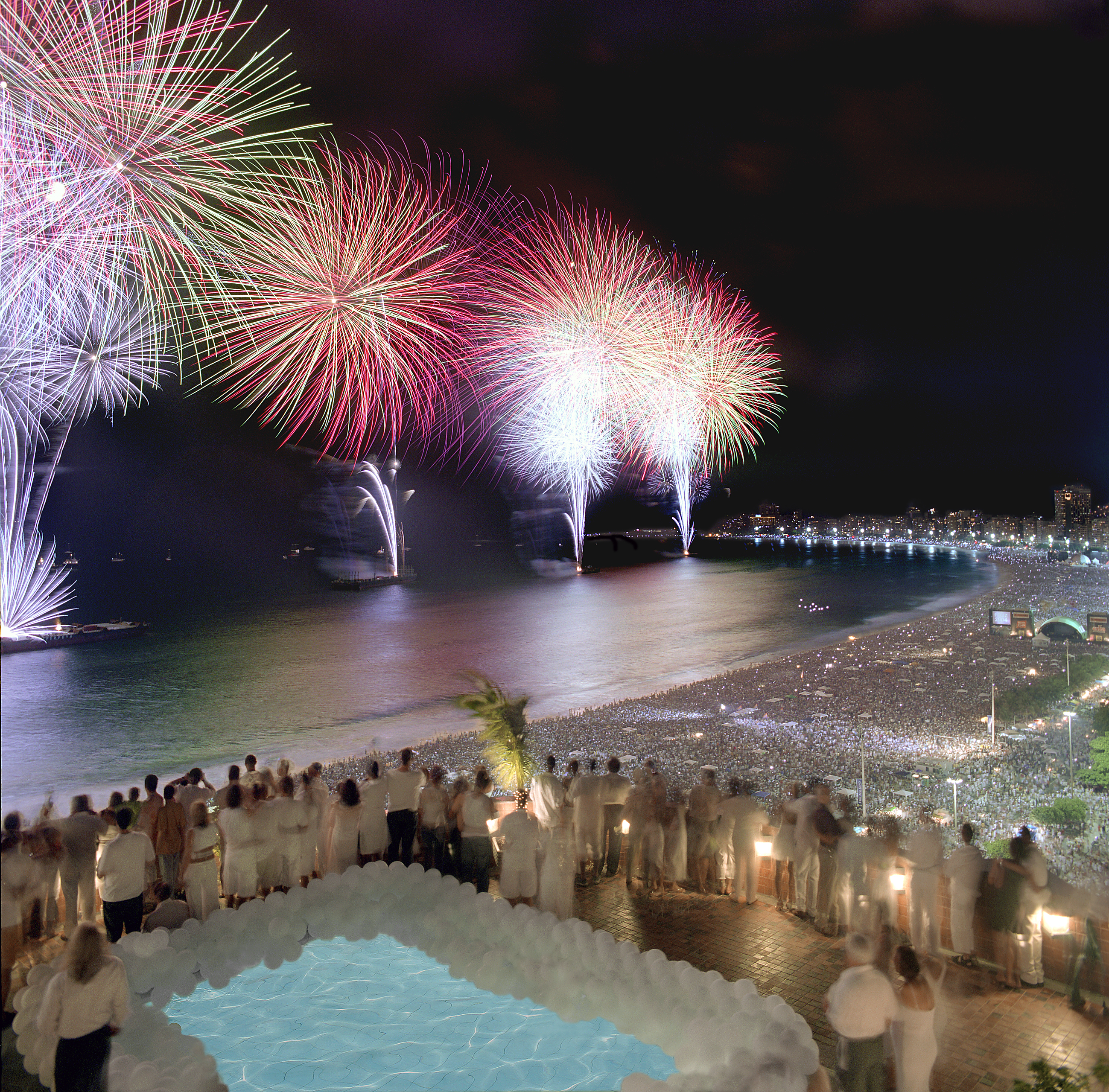
Fogos de artifício do Réveillon de Copacabana, durante as comemorações do Ano-Novo de 2003 para 2004

O Réveillon em Copacabana é a maior festa de passagem do ano do mundo, que acontece do dia 31 de dezembro para o dia 1 de janeiro na praia de Copacabana, localizada no Rio de Janeiro. A festa conta com uma queima de fogos com duração de cerca de 12 minutos atualmente, shows de diversos artistas, atraindo atualmente cerca de dois milhões de pessoas.
A palavra réveillon se origina do verbo francês réveiller que tem o significado de acordar, assim o réveillon é o despertar do ano novo.

## História
Quem começou a passar a virada do ano na praia de Copacabana foram os praticantes do Candomblé nos anos 70. A festa tinha proporções menores, e todos usavam branco para saudar Iemanjá com oferendas levadas ao mar antes da meia-noite.
O uso das roupas brancas e a entrega de flores ao mar foi incorporado à tradição do ano novo e não é repetida somente no Rio de Janeiro, mas em todas as partes do Brasil. Segundo o Candomblé, a cor branca é utilizada para representar o luto pela morte que permite o renascimento e continuação da vida.

### Década de 1980
Quem começou com a tradição dos fogos de artifício foi o Mario da antiga churrascaria By Marius, em 1978, reunindo comerciantes do Leme para levantar verbas e realizar a queima de.fogos. Na década de 1980  o antigo hotel Meridien (esquina Princesa Isabel) iniciou sua tradicional cascata de fogos que encerrava a queima. O prédio de 39 andares recebia uma cascata de fogos que saia de seu topo e ia descendo pelos andares do arranha-céu.

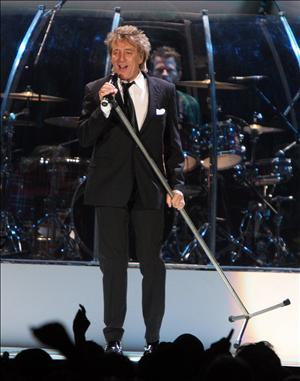
Rod Stewart se apresentou em 1994 para 3,5 milhões de pessoas

Assim, outros hotéis também começaram a financiar a festa dos fogos atraindo turistas e moradores. Com o crescimento da festa a cidade do Rio de Janeiro teve de se preocupar com a segurança dos frequentadores do Réveillon de Copacabana. A partir de um grave acidente na areia, os fogos foram transferidos para balsas no meio do mar. E evitando tumultos após o show de pirotecnia,  em 1993 a prefeitura programou shows na praia para que as pessoas não saíssem todas no mesmo momento. Jorge Ben e Tim Maia se apresentaram e conseguiram aliviar o fluxo.
A partir dessa experiência de grande sucesso dos concertos na virada, a prefeitura registrou o evento como oficial, levando diversas atrações todos os anos aos palcos de Copacabana.

## Recorde
Em 1993 o cantor britânico Rod Stewart, fez o maior show de rock gratuito da história, registrado até no Guinness, o livro dos recordes, com um público de 3,5 milhões de pessoas.

## Atrações
| Ano       | Artistas | Público   | Observação | Ref.   |
| --------- | --- | --------- | --- | ------ |
| 1993—1994 | - Jorge Ben Jor - Tim Maia | 3.000.000 | Primeiro show de Réveillon de Copacabana. | [ 11 ] |
| 1994—1995 | - Rod Stewart | 3.500.000 | Detém o recorde de maior público de todos os tempos no Guinness Book. | [ 13 ] |
| 1995—1996 | - Gal Costa - Gilberto Gil - Caetano Veloso - Chico Buarque - Paulinho da Viola | 2.500.000 | Tributo a Tom Jobim, que havia falecido em dezembro de 1994. | [ 14 ] |
| 1996—1997 | — | 2.000.000 | A prefeitura neste ano resolveu continuar apenas com o show de fogos e não colocar atrações na virada. . | [ 15 ] |
| 1997—1998 | — | 2.000.000 | A prefeitura neste ano resolveu continuar apenas com o show de fogos e não colocar atrações na virada. . |        |
| 1998—1999 | - Banda do Zé Pretinho - Jorge Ben Jor - Nelson Sargento - Moacyr Luz - Cristina Buarque - Monarco - Sandra de Sá - Caetano Veloso | 2.000.000 | Na inauguração da estação Cardeal Arcoverde, os trens e estações não comportaram o movimento de passageiros que seguiam em direção a orla de Copacabana e o sistema acabou sendo interrompido por 45 minutos. | [ 17 ] |
| 1999—2000 | | 2.500.000 | — | [ 18 ] |
| 2000—2001 | | 2.000.000 | Durante a queima de fogos, houve um acidente com fagulhas e restos de explosivos que matou 1 pessoa e deixou 49 feridas. Desde esse episódio, os fogos, que antes eram colocados na areia, passaram a ser colocados em balsas a partir da virada seguinte. | [ 20 ] |
| 2001—2002 | - Biquíni Cavadão - Capital Inicial - Gabriel, O Pensador - Rita Lee - Jorge Aragão - Ivete Sangalo - Xandy - Daniel - Harmonia do Samba - Os Kmaradas - Braga Boys - Ricardo Chaves - Gilberto Gil - Asa de Águia - Dudu Nobre - Belo | 1.500.000 | Foi feita uma homenagem à Cássia Eller, que havia falecido dois dias antes. Um ano após o acidente, os organizadores passram a realizar a queima de fogos em balsas. Foram 4 balsas que detonaram mais de 70 toneladas de explosivos. | [ 22 ] |
| 2002—2003 | - Lenine - Jorge Ben Jor - Cidade Negra | 2.000.000 | A queima de fogos durou 17 minutos. | [ 23 ] |
| 2003—2004 | - Lulu Santos - Beija-flor - Jorge Aragão - Los Hermanos | 2.500.000 | Pela primeira vez em 8 balsas mais de 15.000 bombas foram lançadas nos céus de Copacabana num espetáculo de 26 minutos. Uma réplica do Cristo Redentor surgiu em uma das balsas no meio do mar. | [ 26 ] |
| 2004—2005 | - Afro Reggae - EletroSamba - Alcione - Dudu Nobre - Elba Ramalho - Barão Vermelho - Portela - Beija-Flor - Grande Rio | 2.000.000 | Houve uma queima de fogos com duração de 15 minutos, mas, devido ao calor, proporcionou muita fumaça preta em direção á praia na hora do show pirotécnico, rendendo frustração do público. | [ 28 ] |
| 2005—2006 | - Jorge Aragão - Fernanda Abreu - Emílio Santiago | 2.000.000 | — | [ 29 ] |
| 2006—2007 | - Infected Mushroon - Black Eyed Peas | 1.200.000 | A chuva, problemas no som e shows menos populares esvaziaram Copacabana. | [ 30 ] |
| 2007—2008 | - MC Leozinho - Diogo Nogueira - DJ Marlboro | 2.000.000 | — | [ 31 ] |
| 2008—2009 | - Grupo Revelação - Mart'nália | 2.000.000 | A queima de fogos foi a segunda mais longa da história, com 20 minutos de duração (atrás apenas dos 25 minutos de show pirotécnico na virada de 2003 para 2004). | [ 32 ] |
| 2009—2010 | - Os Paralamas do Sucesso - Carlinhos Brown - Lulu Santos - Arlindo Cruz - Orquestra Sinfônica da Petrobras - Fundo de Quintal - Roberta Sá - Beth Carvalho - Blitz                                                                    | 2.000.000 | A queima de fogos durou 15 minutos e foi administrada pela mesma empresa espanhola que administrava o Réveillon entre 1997 e 2000. | [ 34 ] |
| 2010—2011 | - Alcione - Zeca Pagodinho - Daniela Mercury | 2.000.000 | Lançamento oficial da logomarca dos Jogos Olímpicos Rio 2016. Pela primeira vez, os fogos sincronizavam com músicas clássicas em Copacabana. | [ 36 ] |
| 2011—2012 | - Beth Carvalho - David Guetta - Latino - O Rappa - Blitz - Bloco Sargento Pimenta | 2.000.000 | Contou com uma trilha sonora que também foi usada nas viradas de 2018–2019 e 2019–2020. A queima de fogos durou 16 minutos. | [ 38 ] |
| 2012—2013 | - Marcelinho da Lua - BNegão - Ellen Oléria - Claudia Leitte - Sorriso Maroto | 2.300.000 | A queima de fogos teve 16 minutos de duração e contou com a trilha sonora de Os Vingadores. | [ 40 ] |
| 2013—2014 | - Carlinhos Brown - Lulu Santos - Nando Reis - Dream Team do Passinho | 2.300.000 | O tema do Réveillon foi o filme Rio 2, que estreou em 27 de março de 2014. A trilha sonora da queima de fogos, que durou 16 minutos, foi entoada por músicas que puderam ser ouvidas no primeiro filme da franquia. | [ 42 ] |
| 2014—2015 | - Jorge Ben Jor - Zeca Pagodinho - Diogo Nogueira - Arlindo Cruz - Dudu Nobre | 2.000.000 | O tema da festa foi o 450° aniversário do Rio de Janeiro. A primeira parte da trilha sonora para o show piromusical contou com 9 minutos de músicas que puderam ser ouvidas nas cerimônias de abertura e encerramento dos Jogos Olímpicos e Paralímpicos de Londres 2012, já a segunda parte foi composta especialmente para a queima de fogos, entoando canções que representam a Cidade Maravilhosa, e terminando com uma versão de música clássica do Parabéns Pra Você. Uma das balsas chegou a pegar fogo quase perto do fim do espetáculo. | [ 44 ] |
| 2015—2016 | - Jorge Ben Jor - Zeca Pagodinho - Diogo Nogueira | 2.000.000 | O tema da festa foi o centenário do Samba e os Jogos Olímpicos Rio 2016. A primeira parte da trilha sonora da queima foi composta por músicas clássicas brasileiras e olímpicas, a segunda parte foi dedicada ao samba e funk. | [ 46 ] |
| 2016—2017 | - Elba Ramalho - Alceu Valença - Geraldo Azevedo - Alex Cohen - DJ MAM - Léo Jaime | 2.000.000 | Por causa da crise financeira, a prefeitura optou por montar apenas um palco e reduziu a duração da queima de fogos, que teve 12 minutos. | [ 47 ] |
| 2017—2018 | - Anitta - DJ Tucho - Alex Cohen - Ana Petkovic - Belo - Cidade Negra - Frejat | 3.000.000 | A queima de fogos contou com 11 balsas, 10 telões espalhados pela praia, além de contar com 25 toneladas de fogos que duraram 17 minutos. | [ 49 ] |
| 2018—2019 | - Ludmilla - Gilberto Gil - Baby do Brasil | 2.800.000 | O Cristo Redentor recebeu projeções em libras com palavras como amor e esperança. | [ 51 ] |
| 2019—2020 | - DJ Marlboro - Diogo Nogueira - Ferrugem | 2.900.000 | Com o tema "Amar a cada vista", a queima durou 14 minutos e ainda contou com desenhos tridimensionais. | [ 53 ] |
| 2020—2021 | — | —         | Devido à pandemia do COVID-19, não houve comemorações de ano novo na praia de Copacabana para evitar aglomerações. | [ 55 ] |
| 2021—2022 | — | —         | Pelo segundo ano consecutivo, também por consequência da pandemia, os shows musicais foram cancelados, mantendo a queima de fogos com duração de 16 minutos. | [ 57 ] |
| 2022—2023 | - Alexandre Pires - Iza - Zeca Pagodinho | 2.000.000 | Pela primeira vez na história, as performancers em Copacapana foram transmitidos pela TV Globo, dentro do especial Show da Virada. Dos três, apenas Zeca teve seu show exibido ao vivo. | [ 60 ] |
| 2023—2024 | - Luísa Sonza - Ludmilla - Gloria Groove - Nattanzinho - Belo - Teresa Cristina - Jorge Aragão - Diogo Nogueira | 2.000.000 | Pela primeira vez, a trilha sonora foi feita por uma orquestra sinfônica. Da mesma forma que ocorreu em 2022, os shows foram transmitidos pela TV Globo, dentro do especial Show da Virada. A novidade foi o Globoplay, que também transmitiu as atrações do palco da maior festa de ano novo do Brasil. | [ 63 ] |
| 2024—2025 | - Anitta - Ivete Sangalo - Caetano Veloso - Maria Bethânia | 5.000.000 | O show pirotécnico foi realizado a partir de 10 balsas no mar e contou com mais de 15 toneladas de fogos de artifício disparados sobre o céu aberto. | [ 65 ] |

## Números
A partir do início do milênio a tradicional queima de fogos passou a ser feita em balsas distantes da praia para evitar acidentes. Ao todo 24 toneladas de fogos em 11 balsas fazem o show pirotécnico que dura 16 minutos.
Para organizar os 2.330 fogos são necessários 90 dias de preparação e uma equipe de 1,5 mil pessoas.
Os turistas deixam na cidade cerca de 650 milhões de dólares todos os anos no período, atualmente há três palcos com diversas atrações durante a noite toda. São colocados cerca de 500 banheiros químicos e os recolhidos ao final da festa 360 toneladas de lixo.